# Hamrák Béla
Hamrák Béla (Selmecbánya, 1879. január 31. - Aszód, 1954. február 5.) evangélikus lelkész, gimnáziumi tanár.

## Élete
A középiskolát szülővárosában, a teológiát Pozsonyban végezte el. 1903. szeptember 1-étől szolgált segédlelkészként előbb Orosházán, majd Budapesten.
1903-1919 között a Selmecbányai líceum vallástanára. 1919 júniusában a magyar vörös hadsereg elfoglalta Selmecbányát, s őt többekkel a visszavonuló cseh-szlovák csapatok túszként magukkal vitték. Magyar érzelme miatt a csehszlovák hatóságok a theresienstadti fogolytáborba zárták, majd Prágába és Csehbródba internálták. Nem esküdött fel Csehszlovákiára, emiatt kiutasították.
1920. március 1-étől Aszódon kapott menedéket. Az aszódi gimnázium és a leánynevelő vallástanára lett, illetve 1933-ig a gödöllői gyülekezet gondozója, ahol a hívek összefogásával templomot építtetett. Több helyi és kerületi egyházi bizottságnak volt a tagja. 1938. szeptember 1-én nyugdíjba vonult. 
Felesége nagykőrösi Michlen Szeréna, gyermekeik Béla és Zoltán voltak. Sírja az aszódi temetőben található. 
A magyarságához és hitéhez mindhalálig hű ember, az ún. "menekült tanárok" markáns képviselője volt.

## Művei
Az Evangélikus Őrállóban közölt cikkeket.